# Gilles Tamiz
Gilles-Michel Tamiz (* 30. Dezember 1948 in Neuilly-sur-Seine; † 8. Januar 2014 in Chars) war ein französischer Schauspieler und Synchronsprecher.

## Leben
Gilles Tamiz wurde 1948 in Neuilly-sur-Seine geboren.
1961 war Tamiz in einer Folge der Fernsehserie Le théâtre de la jeunesse erstmals im Fernsehen zu sehen. 1974 hatte er seine erste Filmrolle in Nada. 1984 erhielt er in der Miniserie Erben der Liebe erstmals eine wiederkehrende Rolle. In der Fernsehserie Jayce and the Wheeled Warriors hatte Tamiz 1985 eine wiederkehrende Rolle.

## Filmografie
- 1961: Le théâtre de la jeunesse (Fernsehserie, Folge 1x04)
- 1974: Nada
- 1975: Sondertribunal – Jeder kämpft für sich allein (Section spéciale)
- 1977: Messieurs les galopins (Fernsehfilm)
- 1977: Gloria
- 1978: Das Ende der Nacht (L’Amour violé)
- 1981: Le cocu magnifique (Fernsehfilm)
- 1982: Le village sur la colline (Miniserie)
- 1982: Die geheimnisvollen Städte des Goldes (Taiyô no ko Esteban, Fernsehserie, Folge 1x01, Sprechrolle)
- 1983: Die kleine Bande (La Petite Bande)
- 1984: Das Blut der Anderen (The Blood of Others, Fernsehfilm)
- 1984: Cheech & Chong – Weit und breit kein Rauch in Sicht (Cheech & Chong’s The Corsican Brothers)
- 1984: Erben der Liebe (Mistral’s Daughter, Miniserie, 3 Folgen)
- 1984–1986: Regina Regenbogen (Rainbow Brite, Fernsehserie, 13 Folgen, Sprechrolle)
- 1985: Jayce and the Wheeled Warriors (Fernsehserie, 59 Folgen, Sprechrolle)
- 1986: L’ami Maupassant (Fernsehserie, 2 Folgen)
- 1987: Es war einmal … das Leben (Il était une fois… la Vie, Fernsehserie, 4 Folgen, Sprechrolle)
- 1988: Diplodo (Fernsehserie)
- 1991–1992: Pierre und Isa (Fernsehserie, 26 Folgen, Sprechrolle)
- 1994–1995: Es war einmal … Entdecker und Erfinder (Il était une fois… les Découvreurs, Fernsehserie, 26 Folgen, Sprechrolle)